# Bithynia walkeri
Bithynia walkeri е вид коремоного от семейство Bithyniidae.

## Разпространение
Видът е разпространен в Тайланд.